# Kabinett Ganzuri II
Das Zweite Kabinett el-Ganzuri hat in der Zeit vom 7. Dezember 2011 bis zum 2. August 2012 als amtierende ägyptische Regierung fungiert. (Formal ist es bereits am 26. Juni 2012 zurückgetreten; praktisch wurde es jedoch erst am 2. August durch das nachfolgende Kabinett Kandil abgelöst.)
Die Bezeichnung leitet sich aus der Tatsache ab, dass der seinerzeitige Premierminister Kamal el-Ganzuri bereits in der Ära Mubarak dieses Amt schon einmal innehatte und nun zum zweiten Mal ein Kabinett leiten durfte. El-Ganzuri wurde vom Militärrat ernannt, nachdem das vorangegangene Kabinett Scharaf aus Protest gegen den Umgang des Militärrats mit der demonstrierenden Bevölkerung während der Revolution in Ägypten 2011 geschlossen zurückgetreten war. Trotz des geschlossenen Rücktritts des Kabinetts Scharaf wurden neun vormalige Minister dieses Kabinetts in ihr Amt wiederberufen, drei weitere, die noch aus der Mubarak-Ära stammten und unter Essam Scharaf weitermachen konnten, ebenfalls (Tantawi als Verteidigungsminister nicht inbegriffen; er wäre als vierter zu zählen). Dieses Kabinett übernahm dann plangemäß die Regierungsgeschäfte und bildete eine Interimsregierung bis zum Abschluss der ägyptischen Parlaments- und Präsidentschaftswahlen.

## Regierungsmitglieder
| Ministerium                                                      | Minister                            | Bemerkung            | Ernannt / Vereidigt | Ernannt von   |
| ---------------------------------------------------------------- | ----------------------------------- | -------------------- | ------------------- | ------------- |
| Premierminister                                                  | Kamal el-Ganzuri                    |                      | 24. Nov. 2011       | Militärrat    |
| Ministerium für Landwirtschaft und Landkultivierung              | Mohamed Reda Ismail Gomaa           | [ 4 ]                | 7. Dez. 2011        | Militärrat    |
| Ministerium für Stiftungen nach islamischem Recht                | Mohamed Abdel Fadil El-Qousy        | [ 5 ] [ 6 ]          | 21. Juli 2011       | Militärrat    |
| Ministerium für Zivilluftfahrt                                   | Hussein Hassan Ahmed Masoud         | [ 7 ]                | 7. Dez. 2011        | Militärrat    |
| Ministerium für Kommunikation und Informationstechnologie        | Mohamed Abdel Qader Salim           | [ 5 ] [ 8 ] [ 9 ]    | 21. Juli 2011       | Militärrat    |
| Ministerium für Beschäftigung und Migration                      | Fathy Fakry Mohamed Hassanen        | [ 10 ]               | 7. Dez. 2011        | Militärrat    |
| Ministerium für Kultur                                           | Shaker Abdel Hamid Sulliman Ali     | [ 11 ]               | 7. Dez. 2011        | Militärrat    |
| Ministerium für Bildung                                          | Gamal Mohamed Al-Araby Ahmed        | [ 12 ]               | 7. Dez. 2011        | Militärrat    |
| Ministerium für höhere Bildung                                   | Hussein Moustafa Moussa Khaled      |                      | 7. Dez. 2011        | Militärrat    |
| Ministerium für Elektrizität und Energie                         | Hassan Ahmed Younis                 | [ 13 ]               | 22. Nov. 2001       | Husni Mubarak |
| Ministerium für staatliche Umweltangelegenheiten                 | Moustafa Hussien Kamel Moustafa     | [ 14 ]               | 7. Dez. 2011        | Militärrat    |
| Finanzministerium                                                | Momtaz Saed Abu El-Nour             | [ 15 ]               | 7. Dez. 2011        | Militärrat    |
| Außenministerium                                                 | Mohamed Kamel Amr                   | [ 5 ] [ 16 ]         | 21. Juli 2011       | Militärrat    |
| Ministerium für Gesundheit und Bevölkerung                       | Fouad Ali Fahmy Saleh Al-Nawawy     | [ 17 ]               | 7. Dez. 2011        | Militärrat    |
| Ministerium für Versicherung und soziale Angelegenheiten         | Nagwa Hussein Ahmed Khalel          | [ 18 ]               | 7. Dez. 2011        | Militärrat    |
| Ministerium für Wohnen, Versorgungsbetriebe und Stadtentwicklung | Mohamed Fathy Abdel Aziz El-Baradei | [ 19 ] [ 20 ] [ 21 ] | 31. Jan. 2011       | Husni Mubarak |
| Innenministerium                                                 | Mohamed Ibrahim Youssef Ahmed       | [ 22 ]               | 7. Dez. 2011        | Militärrat    |
| Justizministerium                                                | Adel Abdel Hamid Abdallah           | [ 23 ]               | 7. Dez. 2011        | Militärrat    |
| Ministerium für Medien                                           | Ahmed Mahmoud Kamel Anis            | [ 24 ]               | 7. Dez. 2011        | Militärrat    |
| Verteidigungsministerium                                         | Mohammed Hussein Tantawi            |                      | 20. Mai 1991        | Husni Mubarak |
| Staatsministerium für Militärproduktion                          | Ali Ibrahim Sabry                   | [ 5 ] [ 25 ]         | 21. Juli 2011       | Militärrat    |
| Ministerium für Petroleum und mineralische Vorkommen             | Mohamed Abdalla Mohamed Ghorab      | [ 26 ] [ 27 ]        | 7. März 2011        | Militärrat    |
| Ministerium für Planung und internationale Zusammenarbeit        | Fayza Mohamed Aboul Naga            | [ 28 ]               | 13. Juli 2004       | Husni Mubarak |
| Ministerium für wissenschaftliche Forschung                      | Nadia Eskandar Zkhary               | [ 29 ]               | 7. Dez. 2011        | Militärrat    |
| Ministerium für Pensionen und Soziales                           | Gouda Abdel Khalek El-Sayed Mohamed | [ 30 ]               | 21. Feb. 2011       | Militärrat    |
| Ministerium für Tourismus                                        | Mounir Fakhry Abdel Nour            | [ 9 ] [ 31 ]         | 21. Feb. 2011       | Militärrat    |
| Ministerium für Industrie und Handel                             | Mahmoud Abdel Al-Rahman Eissa       | [ 5 ] [ 32 ]         | 21. Juli 2011       | Militärrat    |
| Ministerium für Wasservorräte und Bewässerung                    | Hescham Kandil                      | [ 5 ] [ 33 ]         | 21. Juli 2011       | Militärrat    |
| Staatsministerium für Altertümerverwaltung                       | Mohamed Ibrahim Ali Said            |                      | 7. Dez. 2011        | Militärrat    |
| Ministerium für Transportwesen                                   | Galal Moustafa Mohamed Saed         | [ 34 ]               | 7. Dez. 2011        | Militärrat    |

| Institution                    | Chef                                                  | Bemerkung | Ernannt/Vereidigt | Ernannt von   |
| ------------------------------ | ----------------------------------------------------- | --------- | ----------------- | ------------- |
| Central Bank of Egypt          | Farouk Abd El Baky El Okdah                           | [ 35 ]    | Dez. 2003         | Husni Mubarak |
| Dschihaz al-Muchabarat al-Amma | Murad Muwafi, arabisch مراد موافي (* 2. Februar 1950) | [ 20 ]    | 31. Jan. 2011     | Husni Mubarak |
| Suez Canal Authority           | Ahmed Ali Fadel                                       | [ 36 ]    | 1996              | Husni Mubarak |